# McLaren MP4-16
El McLaren MP4-16 fue un monoplaza de Fórmula 1 con el que el equipo McLaren compitió en la temporada 2001. Fue conducido por el doble campeón mundial Mika Häkkinen y David Coulthard en lo que sería su sexta y última temporada juntos como compañeros de equipo.

## Temporada 2001

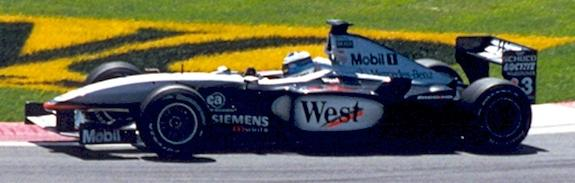
Mika Häkkinen conduciendo MP4-16 en el Gran Premio de Canadá de 2001.

Después de haber sido superado por Ferrari en ambos títulos en 2000, el objetivo de 2001 era volver a poner a McLaren en la cima. Sin embargo, la temporada resultó ser frustrante en más de un sentido. El chasis era bueno, pero no estaba lo suficientemente desarrollado como para mantenerse al ritmo de Ferrari o de sus nuevos rivales, Williams, y también sufría de problemas aerodinámicos molestos; los motores Mercedes-Benz eran menos poderosos que las unidades BMW de Williams y menos confiables que los esfuerzos internos de Ferrari; y el equipo no hizo un trabajo lo suficientemente bueno con respecto a la devolución de ayudas electrónicas para el conductor.
Por otra parte, Häkkinen tuvo su temporada menos exitosa desde 1997, sufriendo tanto de una suerte espantosa como de una pérdida de forma en muchas carreras. El incidente más notable fue en España cuando sufrió una falla en el embrague y motor en la última vuelta mientras lideraba. A pesar de ganar dos Grandes Premios, eligió retirarse al final de la temporada y sería reemplazado por su compatriota Kimi Räikkönen. Coulthard, por el contrario, produjo la mejor temporada de su carrera, ganando dos carreras al principio y montando un desafío de campeonato para Michael Schumacher. Sin embargo, McLaren perdió esta paridad temprana con Ferrari y tuvo la suerte de mantenerse en el segundo lugar en el Campeonato de Pilotos por delante del número dos de Ferrari, Rubens Barrichello.

Del mismo modo, el equipo se consideró afortunado de quedar segundo en el Campeonato de Constructores, con 102 puntos, por delante del resurgente equipo Williams.

## Resultados

### Fórmula 1
(Clave) (negrita indica pole position) (cursiva indica vuelta rápida)

| Año  | Motor               | Neu. | N.º | Piloto          | 1   | 2   | 3   | 4   | 5   | 6   | 7   | 8   | 9   | 10  | 11  | 12  | 13  | 14  | 15  | 16  | 17  | Puntos | Pos. |
| ---- | ------------------- | ---- | --- | --------------- | --- | --- | --- | --- | --- | --- | --- | --- | --- | --- | --- | --- | --- | --- | --- | --- | --- | ------ | ---- |
| 2001 | Mercedes FO110K V10 | B    |     |                 | AUS | MYS | BRA | SMR | ESP | AUT | MON | CAN | EUR | FRA | GBR | GER | HUN | BEL | ITA | USA | JPN | 102    | 2º   |
| 2001 | Mercedes FO110K V10 | B    | 3   | Mika Häkkinen   | Ret | 6   | Ret | 4   | 9   | Ret | Ret | 3   | 6   | DNS | 1   | Ret | 5   | 4   | Ret | 1   | 4   | 102    | 2º   |
| 2001 | Mercedes FO110K V10 | B    | 4   | David Coulthard | 2   | 3   | 1   | 2   | 5   | 1   | 5   | Ret | 3   | 4   | Ret | Ret | 3   | 2   | Ret | 3   | 3   | 102    | 2º   |

- [1]